# Cal Garriga (Sanaüja)
Cal Garriga és un edifici del municipi de Sanaüja (Segarra) que forma part de l'Inventari del Patrimoni Arquitectònic de Catalunya.

## Descripció

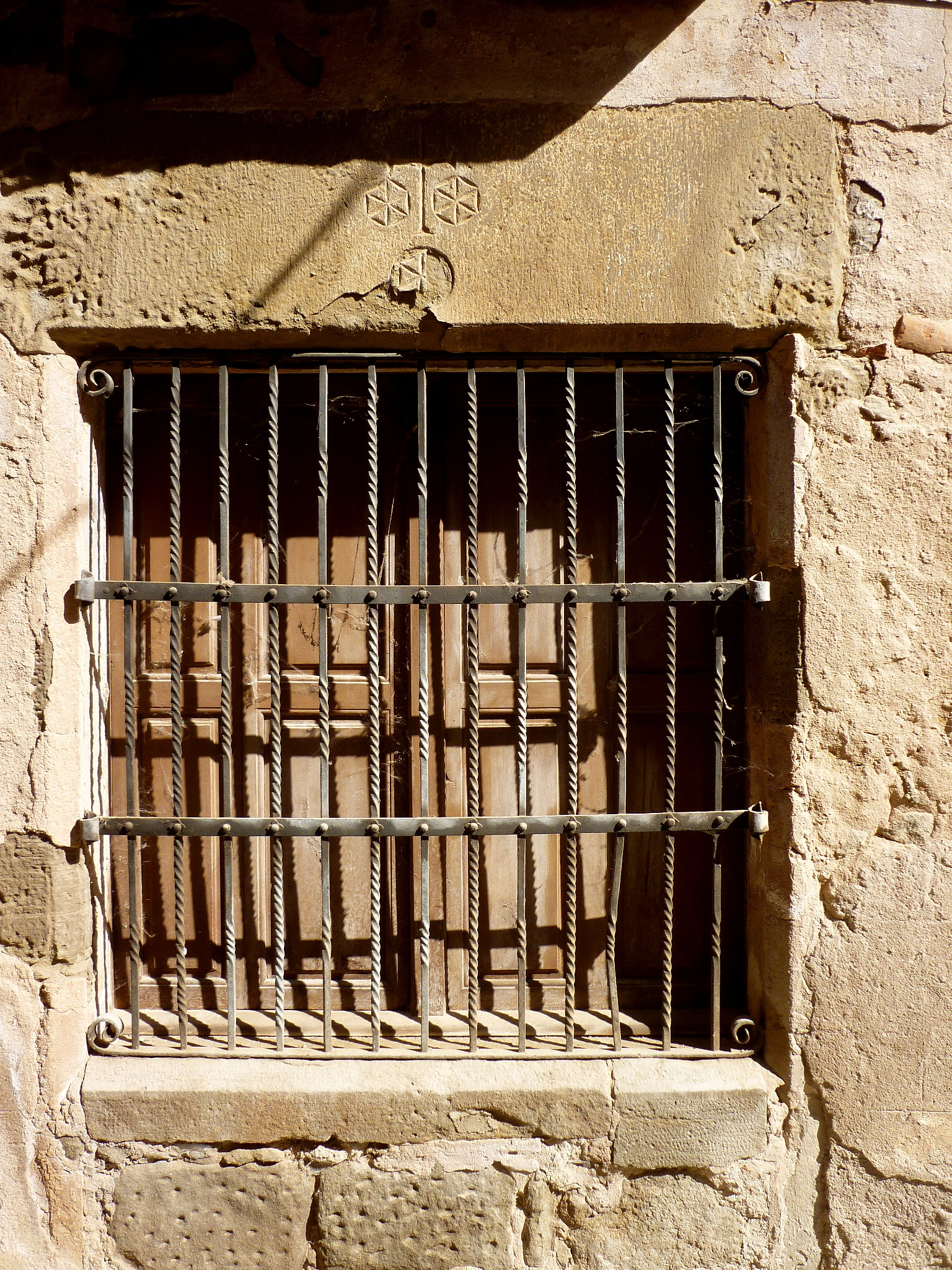
Finestral amb reixa de ferro

Es tracta d'un dels habitatges més antics que trobem en aquest carrer. Es divideix en quatre nivells i està realitzat amb paredat i arrebossat superior. A la planta baixa trobem la porta d'entrada, desplaçada a la dreta, amb una estructura d'arc deprimit convex amb motllures als angles superiors; al costat esquerre, hi ha un finestral amb una reixa de ferro forjat exterior i llinda superior de grans dimensions amb una incisió en forma de creu llatina amb una sexifòlia a banda i banda, mentre que a sota la creu hi ha un altre cercle amb dos motius foliacis.
A la primera planta trobem dos balcons, el de la dreta més gran, amb baranes de ferro forjat, alhora que a la segona planta hi ha dos balcons més de dimensions més reduïdes, col·locats simètricament amb els de la primera planta. A la tercera i última planta, trobem dues finestres amb arc de mig punt rebaixat, resseguides per una faixa de color més fosc.